# Sarah Stewart (Schwimmerin)

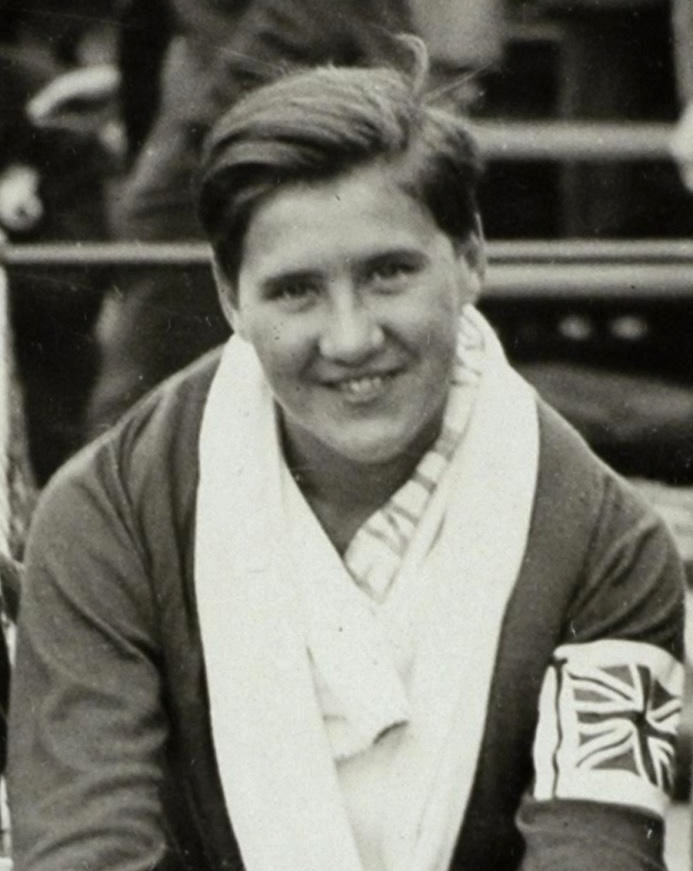
Sarah Stewart (1928)

Sarah Gillow Marshall „Cissie“ Stewart, nach Heirat Hunt (* 19. Juli 1911 in Dundee, Schottland; † 8. Januar 2008 in Troon, Schottland), war eine britische Schwimmerin, die eine olympische Silbermedaille gewann.

## Karriere
Sarah Stewart schwamm für den Verein Dundee Belmont.
Bei den Olympischen Spielen 1928 in Amsterdam erreichten mit Sarah Stewart und Vera Tanner zwei britische Schwimmerinnen das Finale über 400 Meter Freistil. Martha Norelius aus den Vereinigten Staaten siegte vor der Niederländerin Marie Braun und Josephine McKim aus den Vereinigten Staaten. Sieben Sekunden nach McKim wurde Stewart Vierte vor der Südafrikanerin Freddie van der Goes und Vera Tanner. In der 4-mal-100-Meter-Freistilstaffel gewann das Team aus den Vereinigten Staaten vor der britischen Staffel mit Margaret Cooper, Sarah Stewart, Vera Tanner und Ellen King.
1930 wurden im kanadischen Hamilton erstmals die British Empire Games ausgetragen, die Vorläuferveranstaltung der Commonwealth Games. Bei den British Empire Games 1930 siegte über 400 Yards Freistil Margaret Cooper für England vor der für Wales startenden Valerie Davies und der Schottin Sarah Stewart. Mit der schottischen 4-mal-100-Yards-Freistilstaffel gewann Sarah Stewart eine zweite Bronzemedaille.
Während der Empire Games heiratete Sarah Stewart den Schwimmer und Wasserballspieler William Hunt. Das Paar lebte zunächst in Troon, dann in Kanada und schließlich wieder in Troon.